# 三木市立自由が丘小学校
三木市立自由が丘小学校（みきしりつ じゆうがおかしょうがっこう）は、兵庫県三木市志染町中自由が丘にある公立小学校。

## 概要
一時はマンモス校であったが、少子化の影響により、2011年現在では全学年3クラスの規模に縮小している。通常学級の他に、通級指導教室、特別支援学級がある。また総合的な学習の時間にも力を入れており非常に環境はいい。

## 沿革
- 1975年 - 開校する。

## 生徒数・クラス数

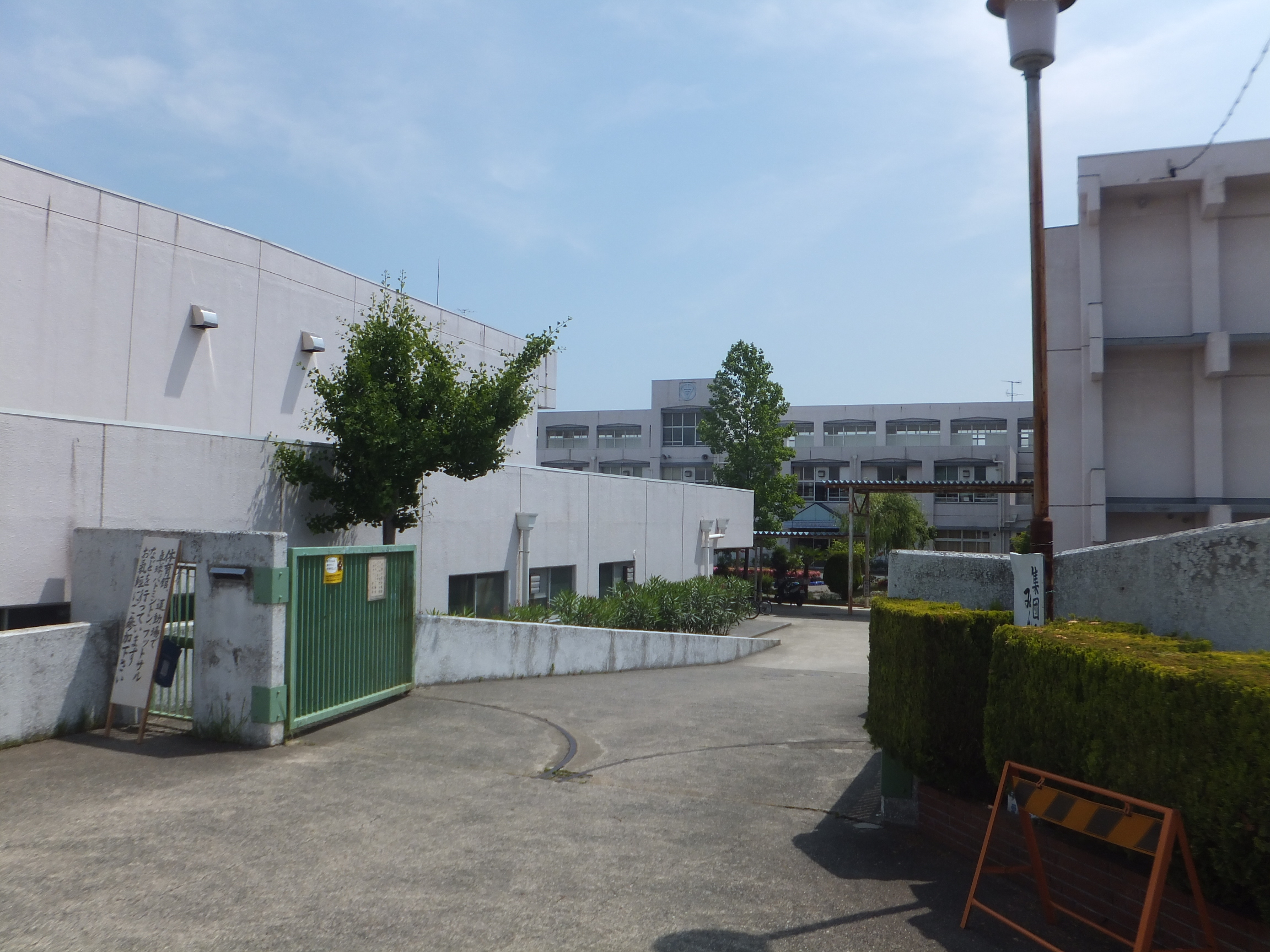
正門

- 655名・24学級（2学級通級指導教室をのぞく）

## 通学区域
| 大字             | 範囲                                                         |
| ---------------- | ------------------------------------------------------------ |
| 自由が丘本町     | 全域                                                         |
| 志染町吉田       | 1234番地・1241番地・1242番地・1248番地（6号から8号まで除く） |
| 志染町西自由が丘 | 全域                                                         |
| 志染町中自由が丘 | 1丁目・3丁目                                                 |
| 志染町東自由が丘 | 3丁目                                                        |

## 進学先中学校
- 三木市立自由が丘中学校

## 著名な出身者
- 川野武文 - 宮崎放送アナウンサー。
- 園田涼 - ミュージシャン・ソノダバンド所属。

## 通学区域が隣接している学校
- 三木市立自由が丘東小学校
- 三木市立志染小学校
- 三木市立三木小学校
- 三木市立広野小学校